# Babylon (stad)
Babylon of Babel (Arabisch: بابل, Bābil) is een stad uit de oudheid, die zich in het huidige Irak bevindt, 80 km ten zuiden van Bagdad.
De naam Babylon is een Griekse verbastering van het Akkadische Bāb-Ilim, hetgeen betekent "de Poort van God".

## Beschrijving van de stad
Babylon was aan de Eufraat gebouwd en in de bloeiperiode van de stad lagen er zowel delen of wijken op de linker- als op de rechteroever. Er waren steile dijken om de jaarlijkse vloed te keren. De oppervlakte bedroeg 890 ha (enkel Rome en Carthago zijn in de oudheid ooit groter geweest). Binnen de ommuring was veel open ruimte met groen, ook grasland voor vee en begraafplaatsen. Men schat dat Babylon tussen 1770 en 1670 v.Chr. de grootste stad van de wereld was en nogmaals tussen 612 en 320 v.Chr. Mogelijk was het ook de allereerste stad die een bevolkingsaantal van boven de 200.000 telde. Archeologen en historici schatten een mogelijk bevolkingsaantal doorgaans in een verhouding van tussen de honderd en de vierhonderd personen per hectare.

### Tempels en een ziggoerat
Er zijn acht tempels opgegraven. Er was in de 6e eeuw v.Chr. ook een ziggoerat, al weet men niet of die ook reeds in de vorige, oudere stad aanwezig was. Op een reliëf van een Babylonisch vorst staat een afbeelding ervan. Een schrijver uit 230 v.Chr. uit Uruk geeft de afmetingen op van 91 m hoog en breed, met bovenaan een tempel voor Isjtar. Het geheel bevond zich in een temenos van 400 op 400 meter.

### De muren van Babylon

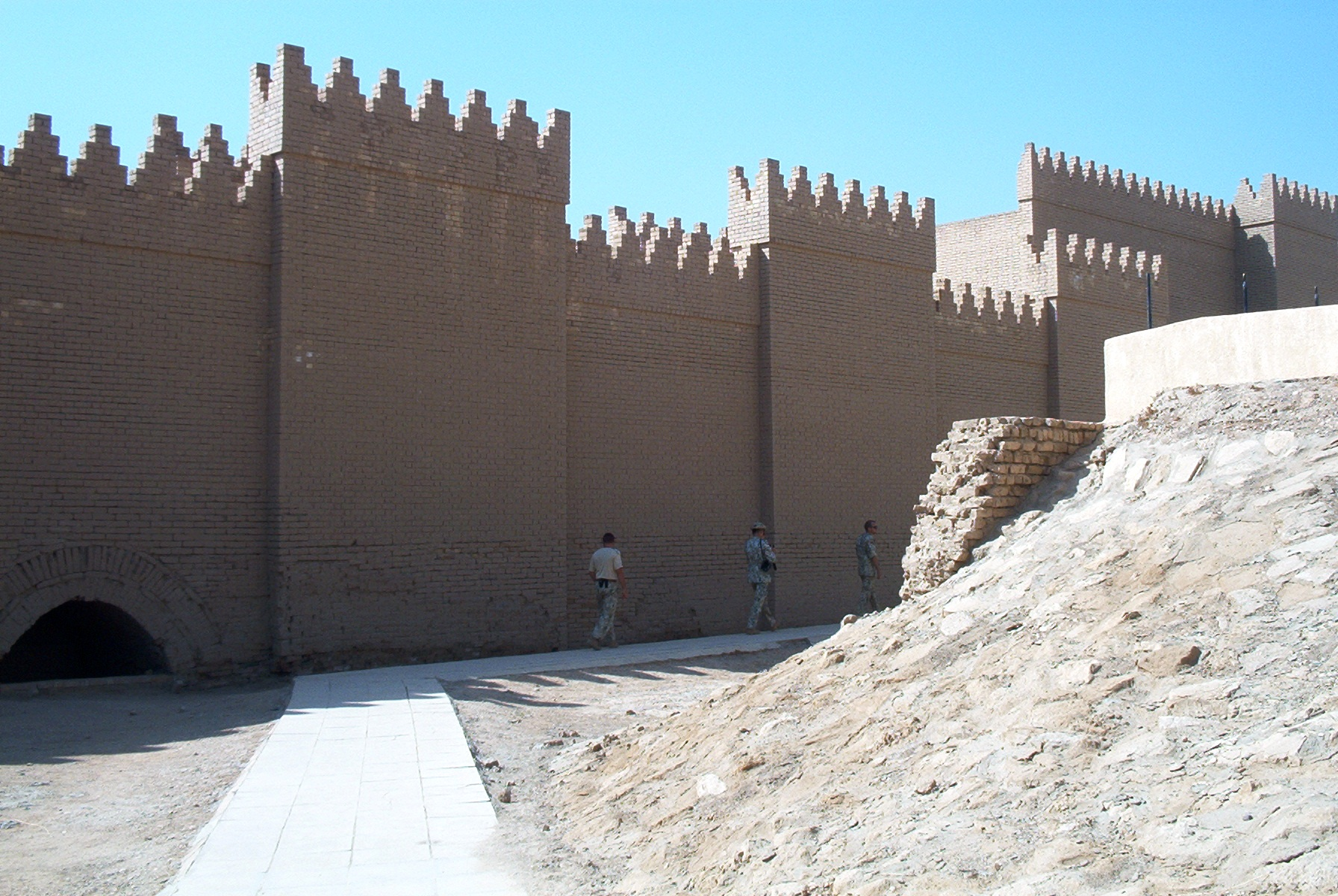
De muren van Babylon

In de 3e eeuw v.Chr. schreef de Alexandrijnse dichter Callimachus een werk met de titel (vertaald) "Een verzameling wonderen in landen van de hele wereld". Hij benoemt hierin de zeven wereldwonderen. Opmerkelijk wordt hierin de Pharos van Alexandrië niet beschreven, dit kan betekenen dat toen hij het werk maakte de vuurtoren nog niet bestond of nog gebouwd werd. Callimachus beschreef dat de muren van Babylon tot de wereldwonderen behoorden.
In werken van Griekse en Romeinse filosofen waren de afmetingen enorm afwijkend: Volgens Lucius Flavius Arrianus was de omwalling 200 stadiën (ongeveer 37 kilometer) lang, terwijl er ook een bron is gevonden die 480 stadiën (ongeveer 88,8 kilometer) aangeeft als lengte.
Voor de breedte gaf Gaius Iulius Hyginus 25 voet (ongeveer 7,75 meter) aan, maar geeft een andere gevonden bron 200 voet (ongeveer 62 meter).
De hoogte werd ten slotte door Lucius Flavius Arrianus op 25 voet (ongeveer 7,75 meter) geschat en bij Oros. 2.6.8 wordt er 200 el (ongeveer 92 meter) aangegeven.

### De Hangende Tuinen van Babylon
De Hangende tuinen van Babylon gelden als een van de zeven wereldwonderen uit de Oudheid. Nebukadnezar II zou degene geweest zijn die deze tuinen liet aanleggen.
Volgens sommigen zouden de tuinen zich in werkelijkheid in Ninive hebben bevonden, al is het niet uitgesloten dat in Babylon gelijkaardige terrastuinen voorkwamen op eerste en tweede verdiepingen van gebouwen.
Bij opgravingen van de Duitse archeoloog Robert Koldewey lijken er fundamenten van te zijn gevonden (een grote bronput, extra zware verstevigde muren, gebruik van bewerkte stenen, uniek op die plaats), maar veel historici betwijfelen de juiste locatie. Assyrische vorsten zoals Assurbanipal hadden inderdaad hangende tuinen, dat wil zeggen terrastuinen op eerste verdiepingen, laten aanleggen en verzamelden er planten en bomen. Volgens de legende zorgde Semiramis, de dochter van de godin Derketo en de echtgenote van een Assyrische vorst, voor de hangende tuinen in Assur. Hun faam zou mogelijk op Babylon zijn geprojecteerd.
Desalniettemin wordt van dit wereldwonder gewag gemaakt door een vijftal belangrijke schrijvers uit de Oudheid.

### Stadsarchitectuur

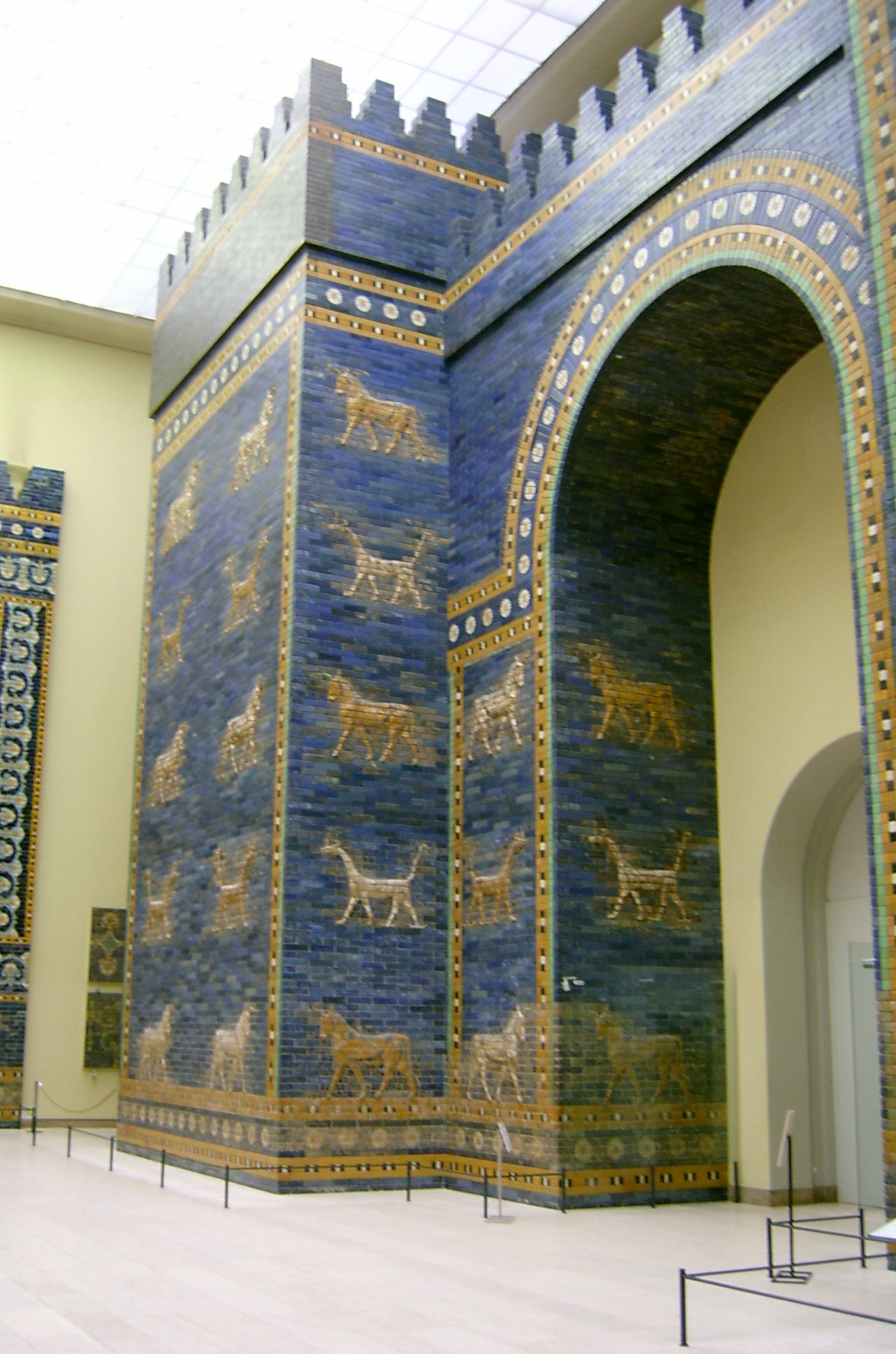
Isjtarpoort van Babylon in het Pergamonmuseum, Berlijn

Nebukadnezar II was degene die de stad herbouwde en ze volgens een raster liet indelen in wijken van gelijke grootte, vier op de westelijke en negen op de oostelijke oever van de Eufraat. Langs de noordelijk gelegen Isjtarpoort volgde men een geasfalteerde processieweg tot aan de ziggoerat. Hij had eveneens een noordelijk en een zuidelijk paleis laten bouwen waarvan de beide delen aan deze poort lagen. Rondom werd 8 km aan buitenmuren gebouwd, die in een grote driehoek de stad tussen zich en de Eufraat insloten.

## Naamgeving
Sommige onderzoekers, zoals linguïst Ignace Gelb, menen dat de naam Babil de weerklank zou zijn van een vroegere vestiging of stadsnaam. Deze bevond zich volgens dr. Ranajit Pal in het oosten. Herzfeld had het over Bawer in Iran, dat nadien door Jamshid werd ontdekt. Babil zou dan een weerklank van Bawer kunnen zijn. Volgens David Rohl zou het oorspronkelijke Babylon in feite Eridu zijn.
In een Akkadische tekst uit de late Vroeg Dynastische periode III (ca. 2500 v.Chr.) is sprake van een gouverneur van 'BAR-BAR' die een tempel bouwt ter ere van de god Marduk. Fonetisch kan dit gelezen worden als 'ba(b)bar' of 'ba(b)bal', mogelijk identificeerbaar met 'Babylon', een naam afgeleid van het Akkadische "Bāb-ilim" of "Bāb-ilī' (Poort van God, van de Goden). De Bijbelse vermelding 'Babel' van het Hebreeuwse werkwoord 'balal' (= verwarren) sluit hierbij aan. Rond 2200 v.Chr. is de identificatie zekerder wanneer op een Sumerisch tablet staat dat ten tijde van de Akkadische vorst Shar-kalli-shari (2217–2193 v.Chr.) twee tempels gebouwd worden voor de oorlogsgoden Anunîtum en Il-aba in de stad 'KA.DINGIR.RA', de Sumerische transcriptie voor het Akkadische 'Bāb-ilim', 'Babylon'.

## Geschiedenis

Kaart met het Babylonisch gebied ten tijde van Hammurabi's troonsbestijging in 1792 v.Chr. en bij zijn dood in 1750 v.Chr.

De mythische oorsprong van Babylon ligt bij een opdracht van de god Nanna aan de koning van Ur om deze stad te bouwen. Volgens een latere mythe was het de god Marduk die haar bouwde.
De stad was gevestigd op beide oevers van de rivier de Eufraat, ongeveer 300 kilometer stroomopwaarts van haar samenloop met de Tigris. In het 4e millennium v.Chr. was het een aanzienlijk dorp op de oostelijke oever, waar in het 2e millennium v.Chr. de Amurru hun hoofdstad van maakten nadat zij zich in Mesopotamië kwamen vestigen.

### Eerste historische vermeldingen (2500 v.Chr.)
De vroegste bron die Babylon vermeldt wordt gedateerd aan de hand van een kleitablet uit het rijk van Sargon van Akkad (circa 24e eeuw v.Chr.) Volgens de zogenoemde Weidner Kroniek was het Sargon zelf die de stad bouwde "tegenover Akkad". Een andere kroniek vermeldt in dezelfde termen dat het Sargon was die "het slijk van de put van Babylon heeft opgedolven, en een tegendeel van Babylon maakte vlak bij Agade".
Tijdens de Derde dynastie van Ur (Ur III) (2119–2004 v.Chr.) vermelden verschillende administratieve teksten Babylon als zetel van een gouverneur ondergeschikt aan de politieke macht van Ur. De namen van de ambtenaren zijn overwegend Akkadisch, wat overeenkomt met de vrij noordelijke ligging van Babylon ten opzichte van de echt Sumerische steden van het Zuiden, een ligging wellicht dichter in de buurt van (het nog niet teruggevonden) Akkad.
De indrukwekkende koningslijst gaat terug tot circa 2300 v.Chr. en bevat onder andere de legendarische koning Hammurabi.
Na de politieke val van Ur III ten gevolge van de verovering van Sumer door de Elamieten, houden alle vermeldingen van Babylon voor een periode van meer dan honderd jaar op.

### Oud-Babylonische Rijk (1894–1595 v.Chr.)
Vanaf de 20e eeuw v.Chr. nam de macht van Babylon af en werd het bezet door de Amorieten, nomadenstammen uit het westen die Semitisch spraken zoals de Akkadiërs, maar nog niet aan landbouw toe waren. Ze verkozen het hoeden van schapen. De Eerste Dynastie van Babylon werd gevestigd door Sumu-abum, al was er maar weinig land in de omgeving dat tot de stadstaat behoorde. Dit zou veranderen onder Hammurabi.
Vanaf 1850 v.Chr., 500 jaar na Zababa, werd Marduk de god van Babylon. Hij is geen militaire spion, met zekere trots noemt hij zich 'Ontdekkingsreiziger'.
Ten slotte wist Hammurabi de stad uit de greep van zijn veroveraars te halen en startte het nieuwe koninkrijk Chaldea, waarvan Babylon de hoofdstad werd. Hammurabi (omstreeks de 18e eeuw v.Chr.) maakte van Babylon de hoofdstad van zijn rijk, dat Babylonië heette.
Uit 1750 v.Chr. dateert de Zuil van Hammurabi, waarop hij de wettafels vasthoudt. Ze bevatten een nieuwe formulering van de wet- en rechtspraaktraditie, (die teruggaat tot ver in het 3e millennium v.Chr.), met 250 wetten, gelijksoortig aan die van Ur-Nammu (3e dynastie van Ur). De profeet Mozes werd later op gelijkaardige wijze afgebeeld. Babylonië brengt nu geheel Mesopotamië onder zijn heerschappij, waarmee het begin van het Oud-Babylonische Rijk wordt gemaakt. In feite namen de Babyloniërs de beschaving van de Sumeriërs over. Tot dan hadden Semitische leiders elkaar voortdurend bekampt, iets wat reeds ca. 20e eeuw v.Chr. was begonnen. Met de dood van Hammurabi kwam er een einde aan het Oud Babylonische Rijk.
De Babylonische schrijver Sin-liqi-unninni legde het Gilgamesj-epos rond 1600 v.Chr. vast. Een groot aantal veel oudere verhalen komt erin samen.

### Kassietische periode (1595–1185 v.Chr.)
De door Hattusilis (met voorbijgaan aan zijn eigen kinderen) aangewezen Hettitische opvolger Mursilis maakte Aleppo met de grond gelijk en deed ook Babylon vallen. In 1595 v.Chr. plunderde het Hettitische leger onder Mursilis Babylon. Mursilis keerde met kisten goud terug naar Hattusas en liet Babylon verder ongemoeid. Maar dit betekende het einde van de Hammurabi-dynastie en had een hergroepering van de politieke krachten in Klein-Azië tot gevolg. Opdringerige Hurrieten leverden toen nog geen moeilijkheden op.
Onder de 440 jaar durende heerschappij van de Kassieten, werd de naam van de hoofdstad omgedoopt tot Karanduniash.
Babylon groeide snel in omvang en aanzien, maar werd vanaf 1530 v.Chr. onderhorig aan Assyrië, wat de instorting van het Babylonische rijk betekende.
De Elamieten vielen het koninkrijk Chaldea binnen (te weten: Lager Mesopotamië, ook Shinar of Sumer geheten, en Hoger Mesopotamië, ook Akkad geheten) en heersten over de stad. In 1158 v.Chr. veroverden zij onder Shutruk-Nahunte (1185–1155 v.Chr.) Babylon en sleepten het cultusbeeld van Marduk mee naar Susa. Hiermee eindigde officieel de Kassietische periode.
Vanaf 1080 v.Chr. doken in Syrië en Mesopotamië zonder zichtbaar verleden nieuwe nomadengroepen op. Aramese en Chaldese stammen infiltreerden het Babylonische gebied. Beide waren West-Semitische volkeren waarvan de onderlinge relatie niet zo duidelijk is. Blijkbaar waren ze voortdurend met elkaar in conflict. De eerste golf streek neer over Assyrië en ongeveer tegelijk over Babylon. Complexe Bijbelse tradities wijzen op een nauwe relatie tussen Arameeërs en Israëlitische voorouders: "Mijn vader was een ronddolende Aramees". Mogelijk waren het eerst in een overeenkomstig gebied wonende afstammelingen van Amorieten of een nauw verwante groep.
Vooral de Chaldeeërs gingen een belangrijke rol spelen in de latere geschiedenis van Babylon. Zij vestigden zich in het Zuiden, rondom Ur (Akkadisch: mât Khaldu) waar ze kleine rijkjes vormden.

### Assyrische periode (900–626 v.Chr.)

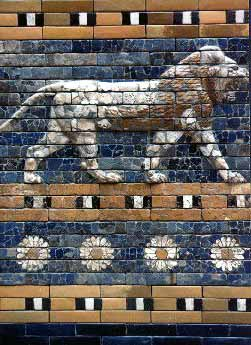
Detail van de Isjtarpoort

Rond 900 v.Chr. begon Assyrië aan zijn glansperiode, en kwam Babylon zo goed als volledig onder Assyrische overheersing. Er begon er een verwarrende periode waarin niet minder dan 26 koningen, behorende tot verschillende dynastieën (Assyrische, Chaldese, en lokaal Babylonische) elkaar opvolgden tot 681 v.Chr. Vooral de Chaldese vorsten voerden een sterke verzetspolitiek tegen Assyrië. De Assyriërs hadden de stad altijd min of meer ontzien uit eerbied voor haar tradities; dikwijls wierpen zij zich op als beschermers van de Babyloniërs tegenover de Chaldeeën. Toen echter een Chaldese koning de Babylonische troon usurpeerde, greep Tiglath-Pileser in: hij lijfde Babylonië in en liet zichzelf tot koning van Babylon kronen (729 v.Chr.).
Onder het bewind van Sennacherib (Sanherib) van Assyrië verkeerde Babylonië voortdurend in staat van oproer, geleid door Mušezib-Marduk. Hieraan kwam pas een einde toen de hele stad werd verwoest.
In 710 v.Chr. steunde Hizkia, de koning van Juda een Babylonisch plan van Merodah-baladan tegen Sanherib en sloot zich aan bij een door Egypte gesteunde coalitie.
In 689 v.Chr. verwoestte de Assyrische koning Sanerib de Verschrikkelijke ten slotte Babylon en werden de wallen gesloopt en de tempels en paleizen met de grond gelijk gemaakt. Het puin werd in de Arakhtu gesmeten, de zee waaraan Babylon vroeger in het zuiden grensde. Dit drama was een shock voor het religieus bewustzijn in heel Mesopotamië. De daarop volgende moord op Sennacherib werd ermee in verband gebracht, en diens opvolger Esarhaddon haastte zich in 668 v.Chr. om de hele stad weer op te bouwen. Babylon en de grote Marduktempel werden hersteld door deze energieke vorst en ook door zijn latere opvolger Assurbanipal. Dit leidde tot de opkomst van het nieuwe Babylon.
Esarhaddon werd er gekroond en maakte het gedurende een deel van het jaar tot zijn residentie. Zijn oudste zoon Shamash-shum-ukin regeerde verder na zijn dood en liet het hoofd bij een revolte onder leiding van zijn broer in Niniveh, Assurbanipal.
Opnieuw werd Babylon belegerd en uitgehongerd door de Assyriërs en moest het zich overgeven. Assurbanipal 'zuiverde' de stad en vierde dan een "dienst van verzoening". Maar hij waagde het niet "de handen te nemen" van Bel. In de daarop volgende overheersing door het Assyrische Rijk zagen de Babyloniërs een nieuwe wraak van de goden.
Met de val van Ninivé (612 v.Chr.) wierp de stad het Assyrische juk af en werd het de hoofdstad van het groeiende Babylonische Rijk. Onder koning Nebukadnezar werd het een van de mooiste steden van de Oudheid. De stad werd beroemd om haar Hangende tuinen van Babylon, een van de zeven wereldwonderen.

### Nieuw-Babylonische Rijk (626–539 v.Chr.)
Onder Nabopolassar wierp Babylonië in 626 v.Chr. het Assyrische bewind omver en werd Babylon de hoofdstad van het Nieuw-Babylonische Rijk. Na de onafhankelijkheid brak een tijd van vernieuwde bouwkunst aan. Nebukadnezar II (605–562 v.Chr.), telg van een Semitische dynastie, de Chaldeeën, maakte van Babylon een wonder uit de antieke wereld. Hij zorgde voor de volledige heropbouw van het keizerlijk domein, waarbij hij ook de Etemenanki ziggurat en de Ishtarpoort liet herstellen, de meest opvallende van de acht poorten die de ringwallen telde. Vandaag is deze nog te bezichtigen in het Pergamonmuseum in Berlijn. Hij bouwde brede geplaveide en geasfalteerde lanen, zoals de processiestraat door de Ishtarpoort met 2 paar torens met naar elkaar toegewende rijen stieren en draken in baksteen reliëf op blauwe email achtergrond.
De Duitse archeologe Koldewey groef in Babylon ook een administratief archief op met 200 tabletten.
In 600 v.Chr. verdreef Nebukadnezar de Egyptenaren uit Syrië.
In 597 v.Chr. kwam plaatsvervangend koning Zedekia van de provincie Juda in opstand tegen Babylon in een poging tot autonomie. Nebukadnezar reageerde toen met een beleg van Jeruzalem.
Een Babylonisch verslag in spijkerschrift maakt melding van reeds een vroegere strafexpeditie tegen Jeruzalem op 16 maart. Omdat het oproer zelfs daarna niet staakte, werd de tempel van Jeruzalem verwoest, en werd overgegaan tot het in ballingschap brengen van de joodse intelligentsia die als aanstoker van het oproer werd beschouwd (de Babylonische ballingschap).
Nabonidus, zoon van een priesteres uit Babylon, de koning van Babylon in 555 v.Chr., werd door de Joden gesteund en v.v., omdat zij geleidelijk de Arabische oasen mochten koloniseren om de handelsroute te beschermen.

### Oud-Perzische heerschappij (539–331 v.Chr.)
In 550 v.Chr. nam Cyrus de Grote, de sjah (koning) van het Perzische Rijk, heerser van het rijk der Meden en Perzen, de macht in het grootste deel van Klein-Azië over en isoleerde Babylon.
In 539 v.Chr. werd Mesopotamië een deel van het Perzische Rijk en werd Babylon bezet door Cyrus II, koning van de Perzische Achaemeniden. Hij slaagde erin door een tot dan ongeëvenaarde manoeuvre de onneembare wallen van de stad te belegeren en in te nemen. Van de beroemde wallen van Babylon was er slechts één die doorgang gaf naar de koninklijke stadskern en dat was dan nog via de bazaar. Daarnaast was er ook de afwatering naar de Eufraat, maar die werd door dikke metalen hekken afgesloten, waar iemand die lang genoeg de adem had in gehouden om onder water te zwemmen tegenaan stootte. Cyrus of zijn staf smeedden een plan om de Eufraat toch als toegang te kiezen. Aan elke toegangspoort liet hij een grote legermacht zijn kamp opslaan om het signaal af te wachten. Op een avond toen er feest in de stad was, begonnen zijn soldaten stroomopwaarts een kanaal te graven om de Eufraat af te leiden. Toen het rivierpeil voldoende was gedaald trok een kleine voorhoede de stad binnen en kon de poorten openen, waarop het hele leger binnenstormde. Herodotus maakt melding van dit wapenfeit.
Het wordt tevens in de Hebreeuwse Bijbel verhaald. Cyrus nam de stad zonder veel verweer van de dronken feestvierders in.
Later zou hij in een decreet opnieuw volledige godsdienstvrijheid toestaan, wat ertoe leidde dat afstammelingen van de uit Juda verbannen joden vrij konden terugkeren naar het land van hun voorouders.

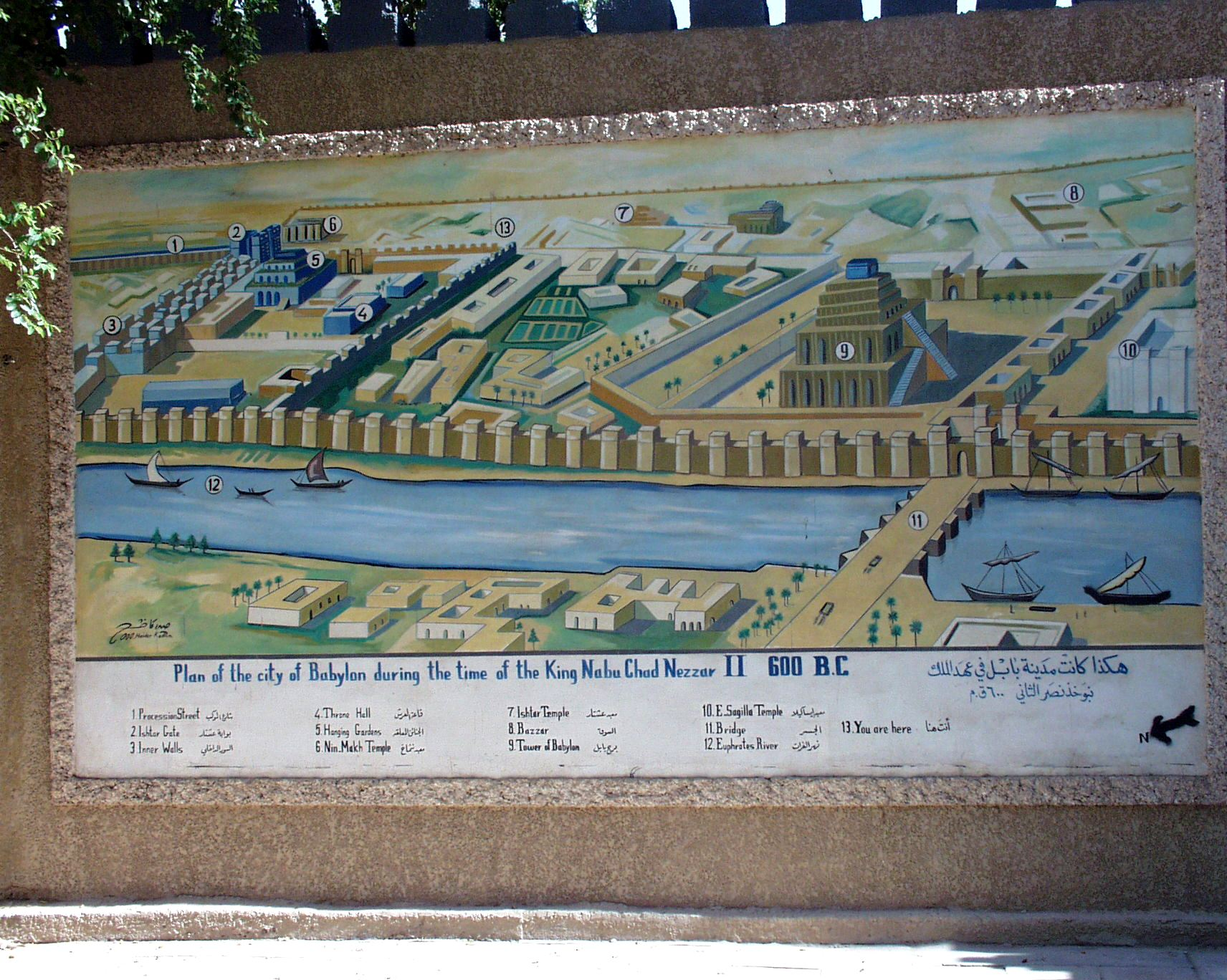
De stad rond 600 v.Chr. met centraal de ziggurat

Babylon werd de hoofdstad van de 9e satrapie en een belangrijk centrum van studie en wetenschap. Onder de Achaemeniden bloeiden de antieke Babylonische kunsten en kundes, zoals de astronomie, de mathematica en de geneeskunde. De dierenriem werd volledig in kaart gebracht en benoemd. De stad werd tevens het administratieve centrum van het Perzische Rijk, dat in die tijd de hele bekende wereld aanvoerde. Gedurende twee eeuwen zou het een vitale rol in de geschiedenis spelen. Er zijn talloze archeologische ontdekkingen gedaan die een beter licht werpen op die tijd, waaronder de Cyruscilinder die tijdens opgravingen in 1879 door Hormuzd Rassam gevonden werd.
De eerste Perzische koningen (of sjahs) hielden de religieuze dienst van Marduk in stand, maar onder Darius III leidden overtaxering en talloze oorlogen tot verval van de belangrijkste heiligdommen en de kanalen van Babylon. Hierdoor desintegreerde het omliggende land. Ondanks verwoede pogingen tot opstand (in 522 v.Chr., 521 v.Chr. en 482 v.Chr.) bleven het land en de stad onder het stevig gezag van de Perzen tot aan de komst van Alexander de Grote in 331 v.Chr.
In 445 v.Chr. wist Nehemia, een joods ambtenaar van hoge rang aan het hof van Artaxerxes I en stadhouder voor Juda in Jeruzalem geworden, de koning te bewegen om de wederopbouw van de muur van zijn stad toe te staan. Hij voerde dit heel snel uit, in 25 dagen, wegens morrende buren rondom. Zo'n 10.000 afstammelingen van vroegere ballingen kwamen vervolgens vanuit Babylon naar Jeruzalem om er zich te vestigen.

### Hellenistische periode (331–141 v.Chr.)
In 331 v.Chr. werd Darius III door de Macedonische heerser Alexander de Grote verslagen in de Slag bij Gaugamela, en in oktober viel Babylon in handen van de jonge veroveraar.
Onder Alexander bloeide Babylon opnieuw op als centrum van studie en handel. Maar na de dood van Alexander in 323 v.Chr. in het paleis van Nebuchadnezzar, werd zijn rijk onder zijn generaals verdeeld, en begonnen decennia van twist en strijd, waar Babylon opnieuw het brandpunt van werd.
Het aanhoudende oproer deed de stad leeglopen. Een kleitablet uit 275 v.Chr. meldt dat de inwoners van Babylon werden getransporteerd naar Seleucia, waar een paleis werd gebouwd en een tempel, onder de oude naam Esagila.

### Onder het nieuw-Perzische Rijk
Tegen de tijd dat de Parthen in 141 v.Chr. het gebied overnamen was Babylon in een desolate sluimer gehuld.
Onder de Sassaniden werd Babylon negen eeuwen lang een provincie van het Perzische Rijk, tot ongeveer in 650. Het bleef zijn eigen volkeren en cultuur bewaren, er werden varianten van het Aramees gesproken. Voorbeelden van hun cultuur zijn terug te vinden in de Babylonische Talmoed, het Mandeïsme en in de religie van de profeet Mani, de stichter van het Manicheïsme.
Keer op keer werd de stadstaat weer bezocht door vijandelijke legers, tot alle inwoners verdreven waren en de stad een woestenij geworden was. Ctesiphon (en later Bagdad) nam de rol van Babylon over.

### Toestand sinds de Irakoorlog

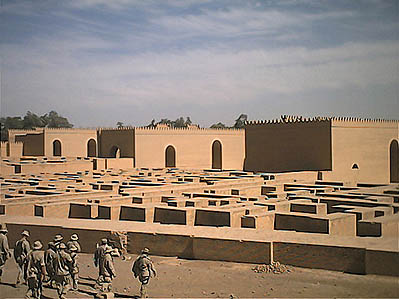
Amerikaanse soldaten voor Babylon

De uitgravingen en overblijfselen van Babylon maken deel uit van een archeologisch park. In april 2003 werd in het kader van de Irakoorlog in Babylon een 150 hectare groot militair kampement van het Amerikaanse leger gevestigd, sinds september 2003 vormt het een militair steunpunt voor Poolse troepen in Irak. Daarbij is het 2600 jaar oude wegplaveisel vergruisd, zijn grotere delen met behulp van puinresten geëgaliseerd ten behoeve van staanplaatsen voor vrachtwagens en landingsplaatsen voor helikopters. Verder is archeologisch materiaal gebruikt als onder meer zandzakvulling. De enorme schade is begin 2005 door John Curtis van het Brits Museum beschreven, grotendeels op basis van een Pools archeologisch rapport dat in 2003 is opgesteld na de overname van de Amerikaanse basis (Camp Babylon) door de Polen. In 2004 verplaatsten de Polen zich naar een verder gelegen nieuwe basis. Op dit moment zijn reconstructiewerkzaamheden bezig en hebben de Amerikanen officieel verontschuldigingen aangeboden voor de ontstane schade. Ze beweerden daarbij dat de meeste schade is ontstaan door eerdere plunderaars.

## De stad Babylon (Babel) in de Bijbel
De stad Babylon wordt in de Bijbel Babel genoemd. Het Hebreeuws werkwoord voor "verwarren" lijkt in klank op het Akkadische "Bab-ili".
Het Nederlandse woord babbelen is ondanks de gelijkenis niet etymologisch verwant aan het woord Babel uit het verhaal van de gelijknamige toren.
Volgens James Pritchard was de Babylonische ballingschap de belangrijkste gebeurtenis voor Israël wegens het stempel dat het naliet op het jodendom.
De stad Babel/Babylon wordt in de Bijbelse apocalyptiek gezien als type van de bron van immens kwaad (zie ook satan) en het machtscentrum van de tegenstrevers van God. Volgens het boek Openbaring van Johannes wordt de stad Babel/Babylon op het eind van de menselijke geschiedenis verwoest. Of dit letterlijk opgevat moet worden is steeds een discussiepunt tussen Bijbeluitleggers gebleven. De meesten van hen gaan ervan uit dat de stad Babel/Babylon als zinnebeeld voor een goddeloos systeem moet worden gezien. Anderen menen dat de stad Babel/Babylon in de eindtijd letterlijk herbouwd is en ook letterlijk door God wordt vernietigd.

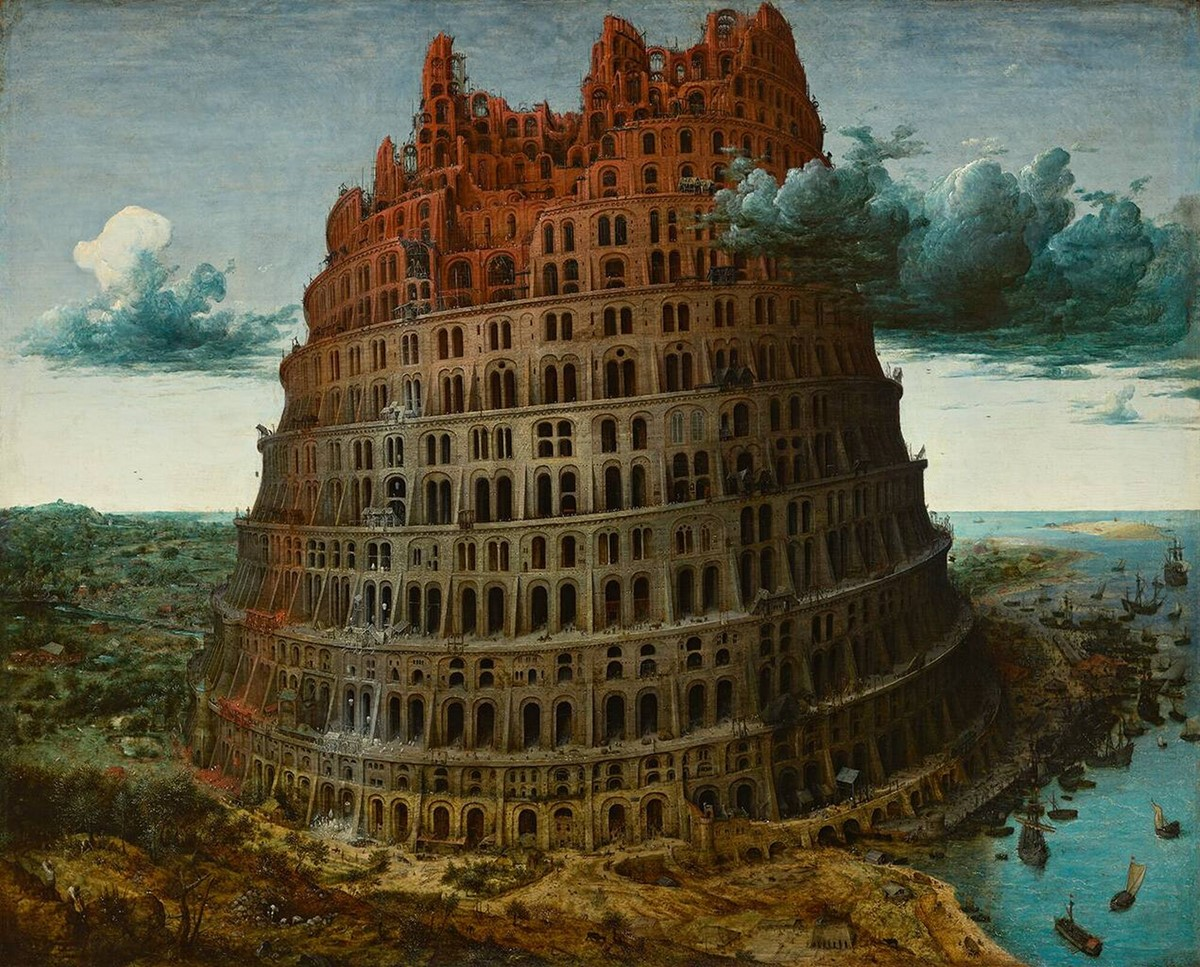
Toren van Babel
(1563), Pieter Breugel, Museum Boijmans Van Beuningen

De stad Babel/Babylonië wordt meerdere keren genoemd als "Babel de grote hoer", dit kwam door de (van een Bijbels standpunt geziene) afgoderij van de bewoners. De stad Babel/Babylon staat in de Bijbel dan ook symbool voor alles wat met perverse en onreine zaken te maken heeft.
Volgens de Bijbelboeken zou de profeet Jesaja voorzegd hebben dat de machtige, onoverwinnelijke stad Babel/Babylon zou worden verslagen en zo volkomen door de Meden verwoest, dat hij daarna nooit meer zou worden bevolkt. (Jesaja 13:17-22)
In die tijd was dit een verbazingwekkende voorzegging, want de stad Babel/Babylon werd beschouwd als een van de zeven wonderen van de oude wereld (of althans haar hangende tuinen) en werd onneembaar geacht. Toch belegerden naar schatting 150 jaar na Jesaja's voorzegging de Meden en de Perzen de torenhoge muren van de stad Babel/Babylon. Dat was geen kleinigheid. Deze muren waren vijfenveertig meter hoog en zo breed dat er vijf wagens naast elkaar overheen konden rijden.
Maar de Meden en de Perzen waren slim. Zij damden de rivier de Eufraat af die onder de Babylonische muur door naar de stad stroomde. Terwijl de stad Babel/Babylon zich bedronk op een door de koning aangericht feest, marcheerde het leger van de Meden over de droge rivierbedding onder de muur door en veroverde de stad. In dezelfde nacht verscheen voor de arrogante Babylonische koning Belsazar het 'teken aan de wand': mene, mene, tekel, en parsin. De profeet Daniël gaf de dronken menigte hiervoor de volgende verklaring: 'God heeft uw koningschap geteld en er een einde aan gemaakt; gij zijt in de weegschaal gewogen en te licht bevonden. Uw koninkrijk is gebroken en aan de Meden en Perzen gegeven.' Die nacht ging het Babylonische koninkrijk te gronde. (Daniël 5:1-30)
Over de discussie over de verhouding Bijbelse teksten en Babylonische teksten zie: Babel und Bibel (Duits voor: Babel en Bijbel).

### De Toren van Babel
In de Bijbel staat het verhaal over de zogenaamde Toren van Babel, dat deels uiting geeft aan de afgunst voor de cultuur waarin de ziggurat als symbool centraal stond, en anderzijds teruggaat op een oude Sumerische mythe. Het combineerde de Joodse moraal met hun minachting voor de 'heidenen'. De toren waaraan gerefereerd wordt, heeft in feite nooit het probleem van de taalverwarring gekend, want het gaat om de ziggoerat waar bovenop de tempel van de Mardoek stond en die dus al heel vroeg volledig is afgeraakt. Volgens de ontdekking van de grondvesten door Koldewey was deze 91 meter hoog en breed. In de ogen van de joden werd het heiligdom als symbool van decadentie gezien, temeer vanwege het gebruik van de hiëros gamos die er jaarlijks met Nieuwjaar plaatsvond. Bij dat feest bepalen de goden het lot van de twaalf maanden en wordt de aarde geregenereerd door a-ki-til, de kracht die de wereld doet herleven, dankzij het ritueel. Dit ritueel duurde 12 dagen, waarin de koning na boetedoening op zekere dag in processie naar boven trok om in de kleine tempel bovenaan de ziggurat de sacrale seksuele verbintenis te realiseren met de priesteres die de godin op aarde vertegenwoordigt. Anders dan in onze gemeenzame opvatting was de tempel niet alleen een heiligdom voor de cultus, maar ook het symbool voor de hele stad met haar eigen schutsgodin. Het hele gebouw symboliseerde de band tussen hemel en aarde. In de praktijk was het evenzeer het centrum van de religieuze cultus als dat van de administratieve en economische leefwereld. De En of koning-priester belichaamde de top van deze functie. De tempel verwees naar de Me, de wetmatigheid die in de hemel geldt, en was aldus een symbolische afbeelding van de visie van de kosmos. De toren heette dan ook Huis dat het fundament is van Hemel en Aarde. Het had 8 à 9 niveaus, en het dateerde in feite al uit de Oud-Babylonische tijd (ca. 1800–1530 v.Chr.)

### De 'Hoer van Babylon'

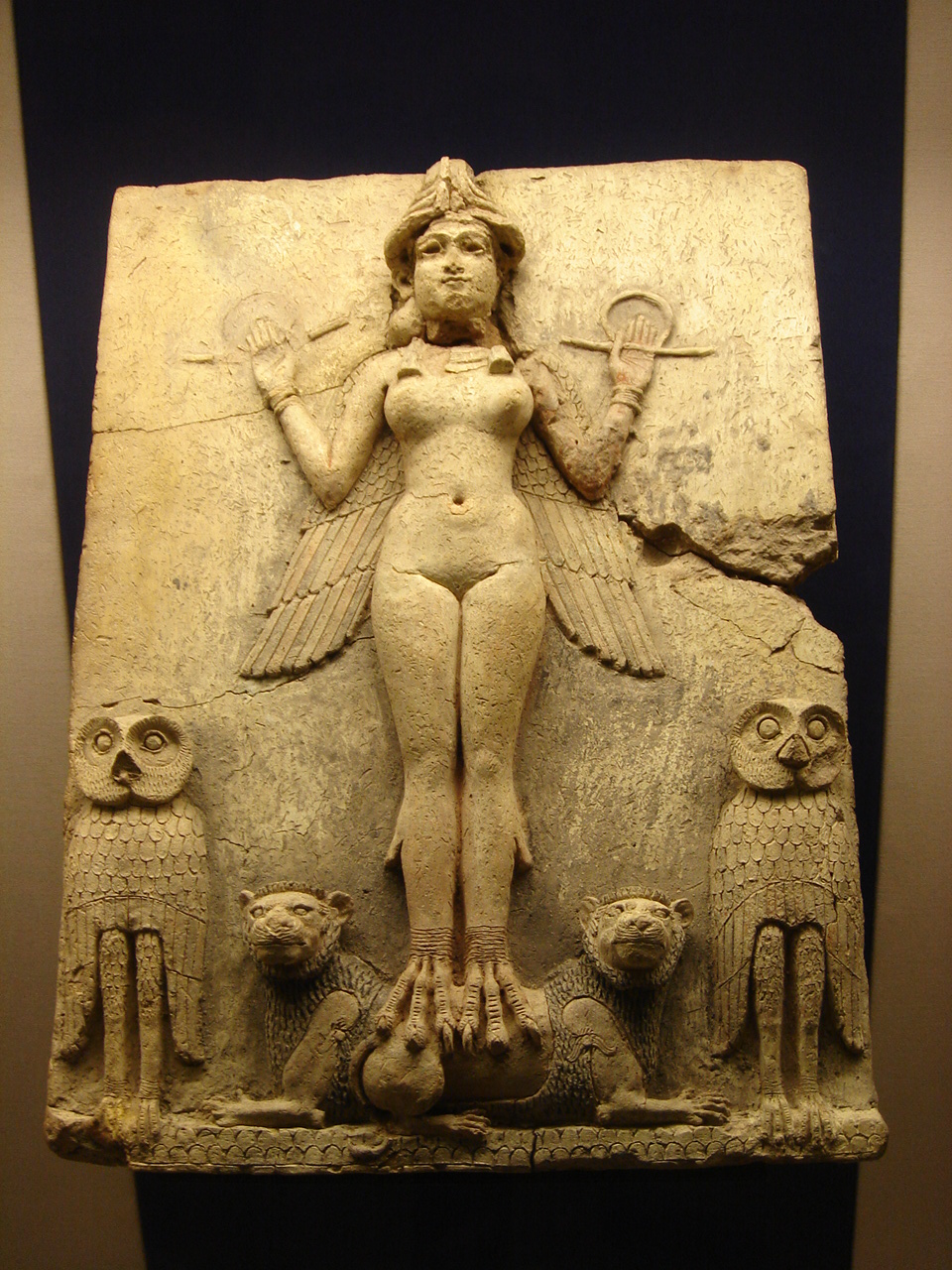
De godin Inanna, terracotta-plaket van 2000–1700 v.Chr., British Museum

De scheldterm Hoer van Babylon verschijnt voor het eerst in geschriften van joodse profeten die zelf de Babylonische ballingschap hadden ondergaan. 'Hoererij' heeft in het Hebreeuws de betekenis van 'afgoderij'. Hiermee wordt bedoeld dat men andere goden dient dan Jahweh.
Met de term 'Hoer van Babylon' werd dus aanvankelijk bedoeld: de eredienst van de godin die schutsgodin was van Babylon, Inanna wier priesteressen er voor de puriteinse joden onbegrepen en ongewaardeerde rituelen op na hielden. Voor de oude Mesopotamiërs, zoals voor andere oude culturen, waren religie en seks onafscheidelijk verbonden en stonden beide in het teken van de vruchtbaarheid (van het land en van de mensen).
Herodotos, antiek auteur, en lang als 'heidens' beschouwd en geweerd, rapporteerde in de 5e eeuw v.Chr. over de manier waarop de rituele praktijken in Babylon werden gepercipieerd. Hij beschreef de oude stad "als een oord waar jonge meisjes in een tempel moesten wachten tot een man een zilveren munt in hun schoot wierp en ze dan moesten meegaan naar een kamertje". Hiermee doelde hij ongetwijfeld op de tempelprostitutie die in tegenstelling tot de koninklijke hiëros gamos voor de gewone lieden bedoeld was.
De term 'Hoer van Babylon' is in het noorden en het westen ingeburgerd naar aanleiding van de Openbaring van Johannes, waarin hij zijn apocalyptische visioen beschreef.
Later zou Maarten Luther de Hoer van Babylon in Rome situeren. Maar hij doelde toen op het kerkelijk instituut.

## Hedendaags gebruik in de Rastafari cultuur
Het populaire gebruik van Babylon in rasta reggaeliedjes is afkomstig van de leringen van Marcus Garvey. Rastafari's vereenzelvigen zich met de situatie van de Joden in de Bijbel, maar dan gericht op de hedendaagse situatie, de nasleep van de slavernij, armoede en onrecht in Jamaica.
Het gebruik van Babylon in deze context geeft een centrale gedachte weer en benadrukt dat zij er nu onder lijden. Zo kunnen zij hun statement kracht bij zetten en gebruiken "Babylon must fall" in plaats van "Injustice must fall", "poverty shall stop".